# Scheibenstuhl

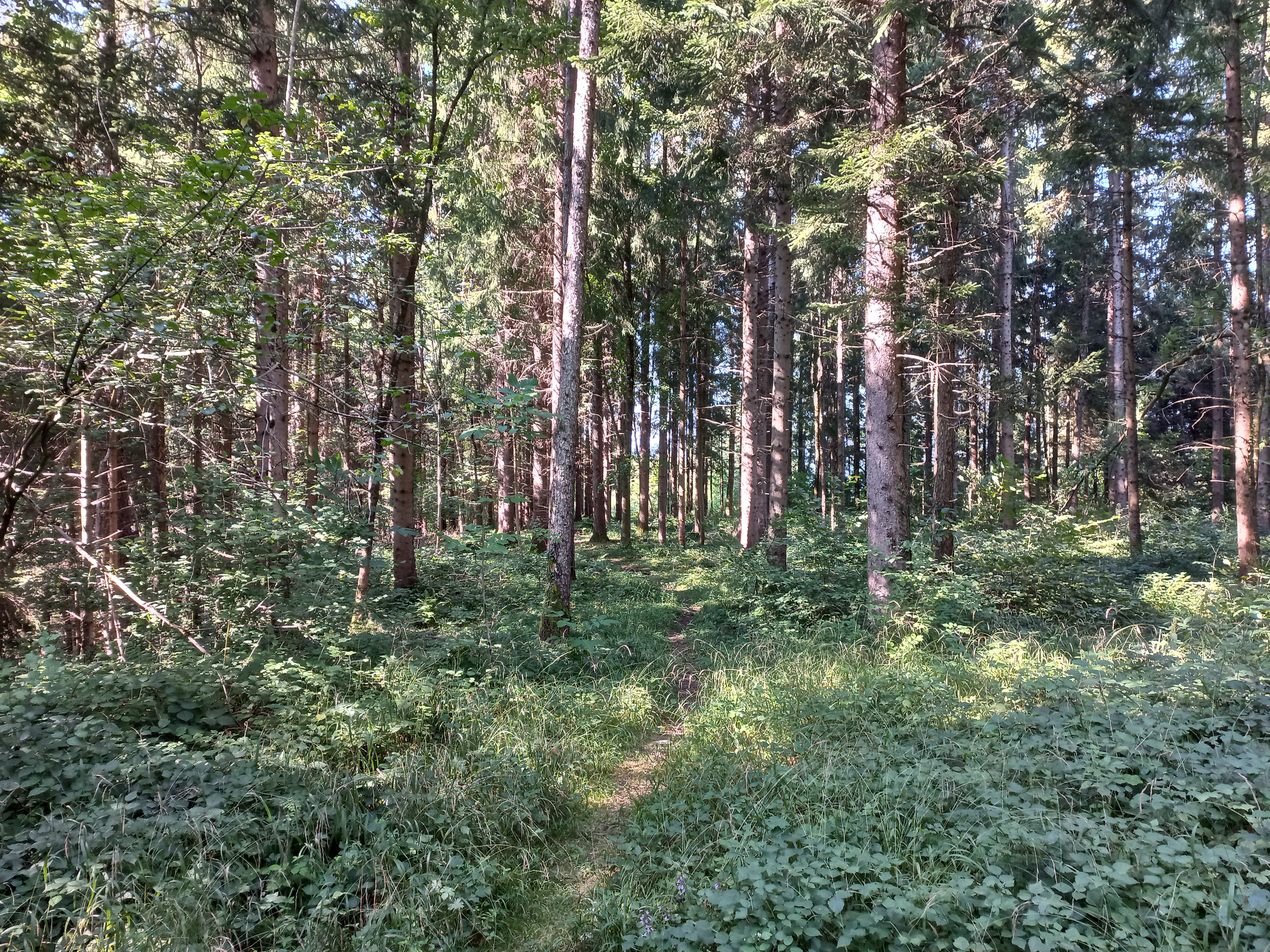
Die Ebene ist heute weitgehend bestockt.

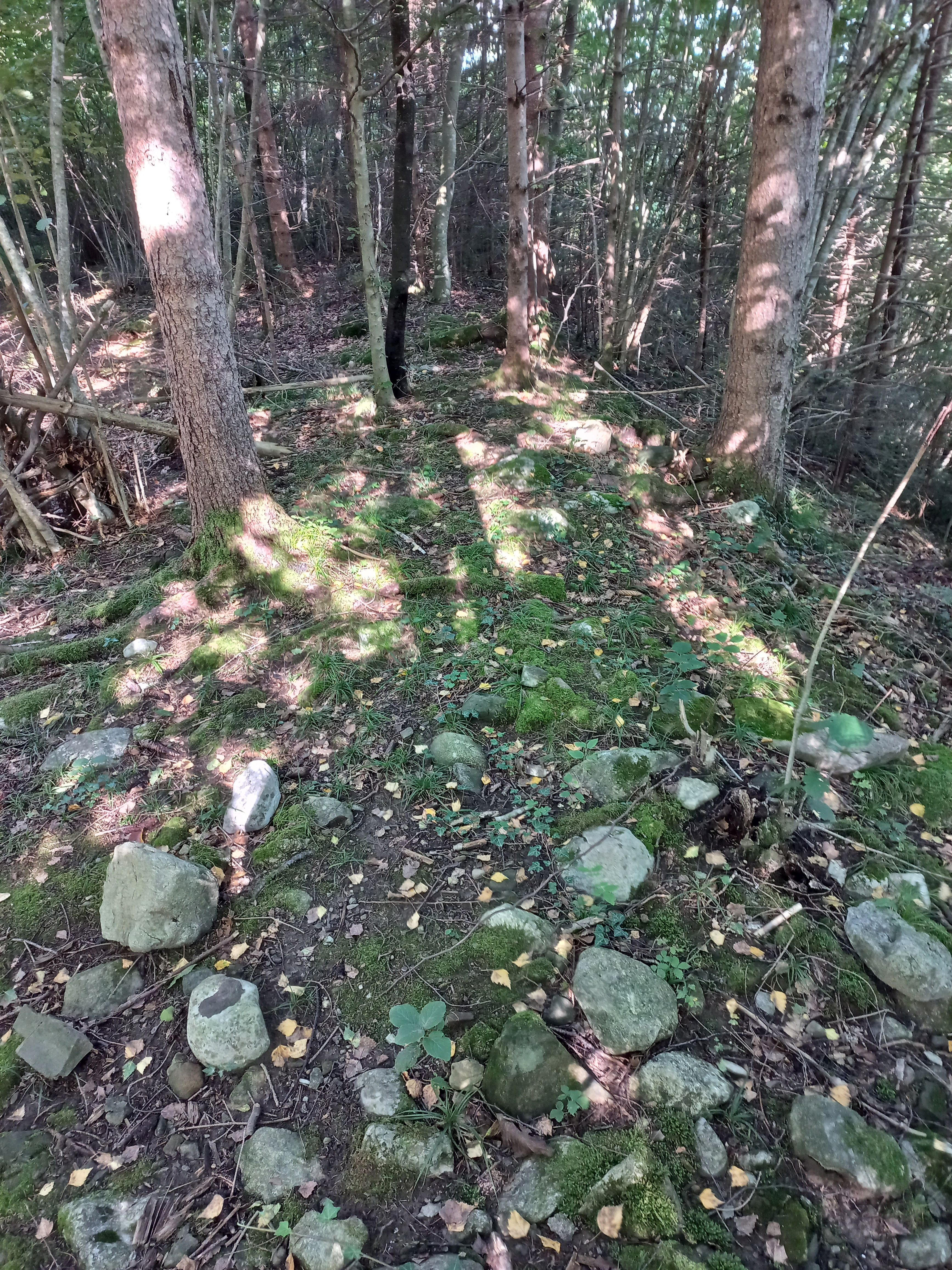
Teil des ehemaligen Umfassungswalls

Der Brandopferplatz Scheibenstuhl (vorarlbergerisch: Schibastuahl bzw. Schibastuhl) ist eine frühzeitliche (eisenzeitliche) Kult- und Brandopferstätte, war auch unter Umständen eine Dauersiedlung in der Bronze- und Eisenzeit sowie römische Befestigungs- und Verteidigungsanlage gegen die Alemannen in der Gemeinde Nenzing, Vorarlberg, Österreich.

## Name
Der Name Scheibenstuhl bzw. Schibastuhl bzw. Schibastuahl soll auf das Scheibenschlagen zurückzuführen sein, welches in dieser Gemeinde noch am Funkensonntag ausgeübt wird.

## Lage
Der Brandopferplatz Scheibenstuhl liegt auf etwa 606 m ü. A. an der südwestlichen Seite des Walgaus an einem Ausläufer des Rätikons. Der Höhenrücken besteht aus Sedimenten der letzten Eiszeit und wurde durch den Illgletscher gebildet (Seitenmoräne). Der Höhenrücken ist weitgehend Nord-Süd ausgerichtet.
Bis zur südöstlich gelegenen Burgruine Welsch-Ramschwag sind es 650 Meter Luftlinie, ins nördlich gelegene Dorf Beschling 400 Meter, zum Zentrum der östlich gelegenen Gemeinde Nenzing 1500 Meter Luftlinie. Sichtverbindung besteht zur östlich gelegenen, zwölf Kilometer entfernten urgeschichtlichen Siedlungsstätte Montikel bei Bludenz und zur sechs Kilometer nordwestlich befindlichen Burgruine Heidenburg bei Göfis.

## Ausmaß und Anlage

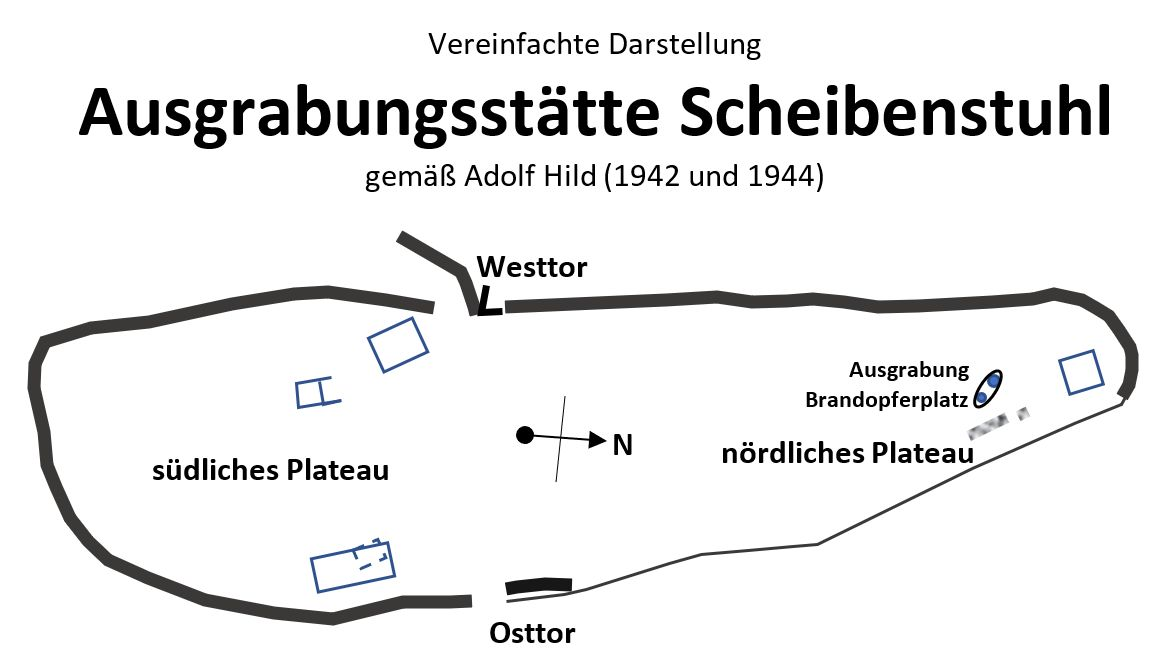

Der Brandopferplatz hatte etwa eine Fläche von 6400 m² (maximale Länge 170 Meter, maximale Breite 50 Meter), und es hätten hier etwa 5000 Personen Platz gehabt.
Im südwestlichen Bereich ist der Wall aus Steinen und Lehm teilweise noch erhalten und hat hier eine Breite von 2,60 Meter und eine Höhe von einem Meter. Aufgrund des Fundes eines Rasiermessers mit gebogener Klinge wird davon ausgegangen, dass dieser Wall in der Latènezeit (450 bis 15 v. Chr.) errichtet wurde.
Es bestanden zur Zeit der aktiven Nutzung des Brandopferplatzes zwei Zugänge, einer im Osten (heute kaum mehr erkennbar) und einer im Westen (beim heutigen Forstweg). Adolf Hild hat bei seinen Grabungen während des Zweiten Weltkriegs Toranlagen beschrieben, die bei der Nachfolgeuntersuchung 2005 bis 2008 nicht gefunden werden konnten.

## Opferung
Aufgrund von Funden wird davon ausgegangen, dass hier Brandopfer in der Eisenzeit (800 bis 15 v. Chr.) erfolgt sind. Eine aufgefundene Lanzenspitze aus dem Frühmittelalter wird dahingehend gedeutet, dass auch damals noch der Scheibenstuhl örtliche Bedeutung hatte.
Über den Vorgang der Brandopferung am Scheibenstuhl sind teilweise archäologische Fragmente vorhanden, teilweise wurden Rückschlüsse auf andere Brandopferplätze gezogen. Am Scheibenstuhl wurden Tiere und Gegenstände rituell geopfert und dann verbrannt. Diese Form der Brandopferung ist im Alpenraum in der Zeit von 2200 v. Chr. bis etwa 300 n. Chr. bekannt. Es wurden in der Regel fleischarme Teile von Schafen, Rindern, Ziegen, Schweinen und Wildtieren wie z. B. Beine, Schädel etc. verbrannt und dann rituell zerkleinert. Ob auch hier die fleischreichen Teile rituell von den Versammelten im Rahmen eines Festmahls verspeist wurden, kann heute nicht mehr nachgewiesen werden. Gegenstände wurden durch Zerbrechen oder Verbiegen absichtlich beschädigt, um sie für diese Welt unbrauchbar zu machen. Auch Getreideprodukte und Obst konnten als Opfer nachgewiesen werden. Hingegen ist ein Nachweis der Opferung von Wein oder Honig nicht mehr möglich.
Wem die Brandopfer gewidmet waren, lässt sich nicht mehr nachvollziehen.

## Grabungen

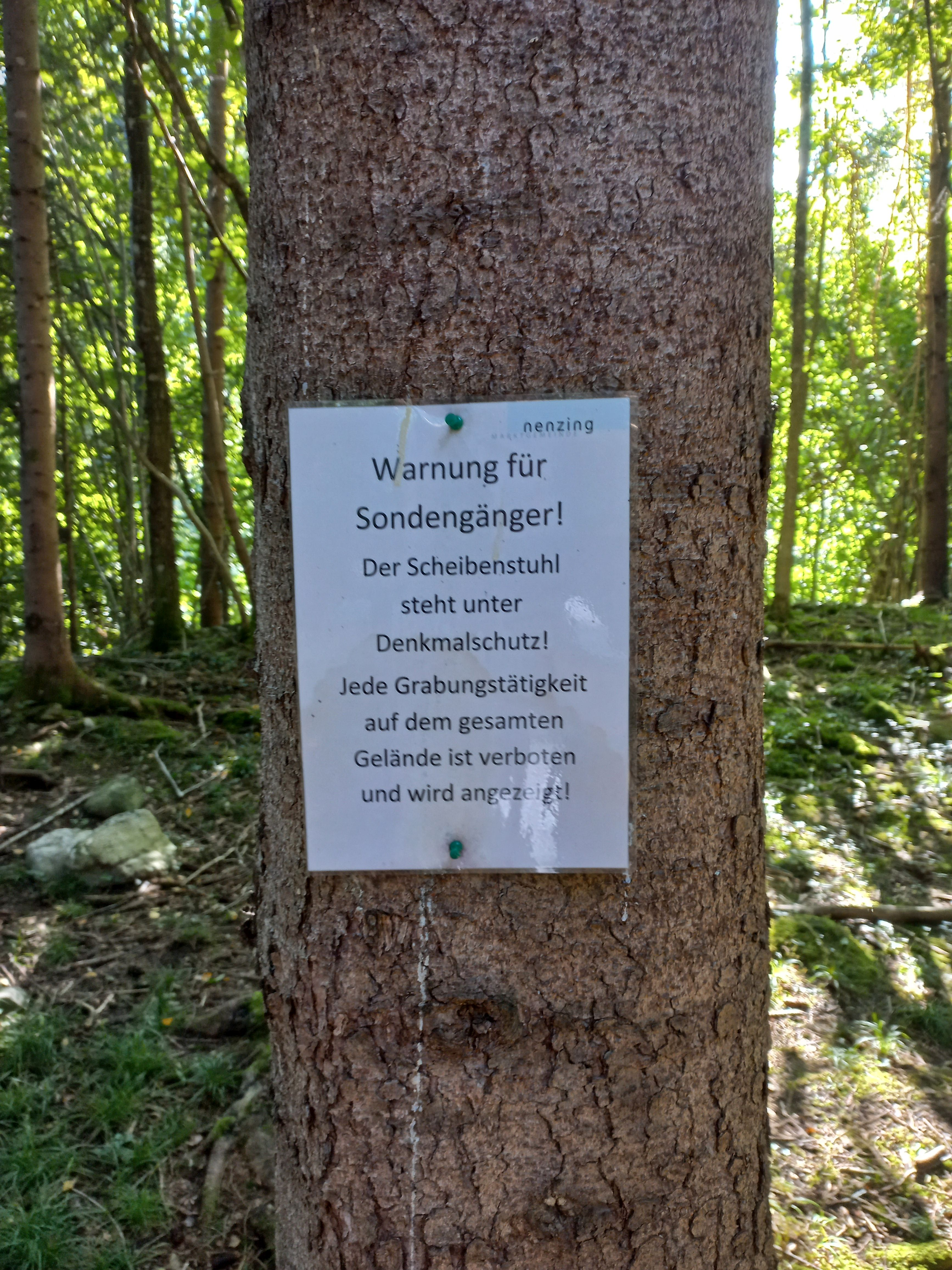
Warnhinweis bzgl. Raubgrabungen

### Archäologische Grabungen
Die ersten archäologischen Grabungen wurden durch das Vorarlberger Landesmuseum bzw. dessen Leiter, Adolf Hild, 1942 bis 1944 durchgeführt. Diese Grabungen konzentrierten sich 1942 auf den nördlichen Bereich des Plateaus und den Wall und 1944 auf den südlichen Teil. Adolf Hild kam zum Ergebnis, dass es sich beim Scheibenstuhl um eine Wehranlage und Siedlung handle.
Auf Initiative von Thomas Gamon und Karsten Wink wurden unter bewusst weiter Einbeziehung der Öffentlichkeit und der Medien 2005 bis 2008 durch Ardis Archäologie Innsbruck erneut Ausgrabungen durchgeführt, welche zu gänzlich neuen Erkenntnissen gelangten. Die Untersuchungen 2005 bis 2008 konzentrierten sich überwiegend auf den Wall und die nördliche Plateaufläche. Diese Grabungen führten zur Interpretation, dass es sich beim Scheibenstuhl nicht um eine Siedlung, sondern um einen Brandopferplatz handle. Dies wird vor allem aus dem Fehlen von Pfosten, Trockenmauern, Herdstellen, Abfallgruben, Scherben von Gebrauchsgegenständen etc. abgeleitet, während die flächige fast schon schwarz-kohlige Brandschicht und die vielen kalzinierten Knochen Indikatoren für einen Brandopferplatz seien.
Adolf Hild wollte bei den ersten Ausgrabungen im südlichen Plateaubereich mehrere Hausbefunde festgestellt haben, die bei der nächsten Ausgrabung 2005 bis 2008 so nicht bestätigt werden konnten. Bodenuntersuchungen brachten jedoch Hinweise auf Buntmetallverarbeitungen in diesem Bereich. Ob es daher in diesem südlichen Bereich in einem bestimmbaren Zeitraum eine Dauersiedlung gab, ist nicht gesichert. Aufgrund der Grabungen 2005 bis 2008 wird davon ausgegangen, dass es sich beim Scheibenstuhl auch eher nicht um eine frühzeitliche Wehranlage gehandelt hat, wie die Adolf Hild angenommen hatte.
Es wird aufgrund der letzten Ausgrabungen davon ausgegangen, dass sich nördlich des Plateaus der Brandopferplatz befand und südlich eine Nutzung als „Festwiese“ erfolgte. Der Wall hatte keine Wehrfunktion, sondern diente der Einfriedung des Opferplatzes. Funde aus mehreren Zeitepochen deuten auf eine anhaltende oder immer wiederkehrende Nutzung hin.

### Raubgrabungen
Der Brandopferplatz war und ist auch Ziel von sogenannten Raubgrabungen. Grabungen ohne Genehmigung sind in Österreich grundsätzlich verboten. Am Scheibenstuhl wird mittels Plakaten darauf hingewiesen. Das Gelände ist auch videoüberwacht.

## Weitere Brandopferplätze
In der Region sind weitere Brandopferplätze bekannt, so z. B. in Feldkirch-Altenstadt (Grütze), auf dem Blasenberg in Feldkirch im Göggelewald, in Balzers (Liechtenstein) auf dem Gutenberg und im Rietle, Schneller in Eschen in Liechtenstein, in Wartau (Schweiz) auf dem Ochsenberg oder in Fläsch am Luzisteig-Parsax.